# Почекаев, Роман Юлианович
Рома́н Юлиа́нович Почека́ев (род. 14 января 1977, Ленинград) — российский историк-востоковед, преподаватель, специалист по тюрко-монгольским народам и государствам. Доктор исторических наук (2021), кандидат юридических наук (2006), доцент, профессор НИУ ВШЭ.

## Биография
Родился 14 января 1977 года в Ленинграде. В 1999 году окончил Санкт-Петербургский государственный электротехнический университет по специальности «Связи с общественностью». Два года спустя получил дополнительное образование, окончив Юридический факультет СПбГУ по специальности «Юриспруденция». В 2006 году там же получил степень кандидата юридических наук по специальности «Теория и история права и государства; история учений о праве и государстве». Темой диссертации было исследования ярлыков Золотой Орды. 4 года спустя присвоено учёное звание доцента. В 2021 году защитил докторскую диссертацию уже по истории в Оренбургском государственном педагогическом университете с темой «Антропология властной коммуникации в российской политике фронтирной модернизации Казахской степи и ханств Средней Азии в XVIII — начале XX в.». Занимает должность профессора и заведующего кафедрой теории и истории права государства в НИУ ВШЭ. Помимо русского языка владеет монгольским, английским и французским языками. Лауреат Премии правительства Санкт-Петербурга (2010), победитель международного конкурса «Лучшая научная книга в гуманитарной сфере». Автор научно-популярных книг, публикаций и интервью. Выступал в научно-популярных телепередачах по Пятому телеканалу и другим. В разное время занимал должность члена редколлегий нескольких журналов по истории степных государств, выступал на десятках научных конференций как организатор, соорганизатор и приглашённый докладчик, включая международные.
Российский историк И. Я. Фроянов в своей книге «Нашествие на русскую историю» привёл большое количество примеров «излишне критической», по его мнению, настроенности автора к русским летописным источникам. Почекаев ставит себя противником распространённого в России подхода к изучению истории взаимоотношений Руси и Золотой Орды с точки зрения патриотизма и религиозности (православия); об «особой миссии России», отличной от Запада и «магометан». В связи с чем в своих биографических книгах о Батые, Мамае и других ханах Почекаев описывал авторов не по былинному образу «всеобщего зла», а более сдержанно. Фроянов посчитал, что в некоторых случаях автор «перегнул палку» и сделал героев излишне белыми.

## Основные работы и публикации

### Книги
- Почекаев Р. Ю. Батый. Хан, который не был ханом. — М.; СПб.: АСТ; Евразия, 2006
- Почекаев Р. Ю. Право Золотой Орды / Отв. ред.: И. М. Миргалеев. — Каз.: Научное объединение «Фән-наука», 2009.
- Почекаев Р. Ю. Мамай. История «антигероя» в истории. — СПб.: Евразия, 2010.
- Почекаев Р. Ю. Ханы Золотой Орды. — СПб.: Евразия, 2010. — ISBN 978-5-91852-011-6.
- Почекаев Р. Ю. Цари ордынские. Биографии ханов и правителей Золотой Орды. — 2-е изд., испр. и доп. — СПб.: Евразия, 2012.
- Почекаев Р. Ю. Властительницы Евразии. История и мифы о правительницах тюрко-монгольских государств XIII—XIX вв. — СПб.: Евразия, 2012.
- Почекаев Р. Ю. Бат хаан. — Улан-Батор: NEPKO Publishing, 2013.
- Почекаев Р. Ю. Алтан ордын хаад. — Улан-Батор: NEPKO Publishing, 2013.
- Почекаев Р. Ю. Правовая культура Золотой Орды (историко-правовые очерки). — М.: Юрлитинформ, 2015.
- Почекаев Р. Ю. Чингизово право: Правовое наследие Монгольской империи в тюрко-татарских ханствах и государствах Центральной Азии (Средние века и Новое время). — Казань: Татарское книжное издательство, 2016.
- Почекаев Р. Ю. Узурпаторы и самозванцы «степных империй». — СПб.: Евразия, 2016.
- Алексеева Т. А., Почекаев Р. Ю. История государства и права зарубежных стран: Практикум. — СПб.: Издательство Политехнического университета, 2016.
- Почекаев Р. Ю. Правовое положение окраин Российской империи. Казахстан и Средняя Азия. — М.: Юрлитинформ, 2017.
- Почекаев Р. Ю. Легитимация власти, узурпаторство и самозванство в государствах Евразии: Тюрко-монгольский мир XIII — начала XX в. — М.: Издательский дом НИУ ВШЭ, 2017.
- Почекаев Р. Ю. Из вассалов в сюзерены. Российское государство и наследники Золотой Орды. — СПб.: Евразия, 2017.
- Почекаев Р. Ю. Золотая Орда. История в имперском контексте. — М.: Наука, 2017. — (Научно-популярная литература).
- Почекаев Р. Ю. Губернаторы и ханы. Личностный фактор правовой политики Российской империи в Центральной Азии: XVIII — начало XX в. — М.: Издательский дом НИУ ВШЭ, 2017.
- Почекаев Р. Ю. Степные империи Евразии: власть — народ — право (очерки по политической и правовой антропологии). — Алматы: Абди компани, 2018.
- Дунаева Н. В., Почекаев Р. Ю. История государства и права России: практикум. — СПб.: Медиапапир, 2018.
- Почекаев, Р. Ю. Государство и право в Центральной Азии глазами российских и западных путешественников XVIII — начала XX в. — М.: Издательский дом НИУ ВШЭ, 2019.
- Pochekaev R. Y. Төр булаагчид ба хуурамч хаад. Монгол угсааны улс гүрнүүдийн түүхэн дэх төрийн эргэлт, үймээн самуун, хуйвалдаан, бослого, тэмцэл. — Улан-Батор: NEPKO Publishing, 2020.
- Почекаев Р. Ю. Российский фактор правового развития Средней Азии: 1717—1917. — М.: Издательский дом НИУ ВШЭ, 2020.
- Почекаев Р. Ю., Тутаев И. В. История государства и права зарубежных стран: Сборник задач. — М .: Медиапапир, 2020.
- Почекаев Р. Ю. Государство и право в Центральной Азии глазами российских и западных путешественников. Монголия XVII — начала XX века. — М.: Издательский дом НИУ ВШЭ, 2021.
- Почекаев Р. Ю. Предел империи: Восточный Туркестан, Кульджа, Хунза в орбите политических интересов России. Вторая половина XIX в. — СПб.: Нестор-История, 2021.
- Почекаев Р. Ю. История связей с общественностью. — 2-е изд., испр. и доп. Учебное пособие для академического бакалавриата — М.: Юрайт, 2022. — (Высшее образование). — ISBN 978-5-534-04832-2.

## Критические отзывы
- Фроянов И. Я. Нашествие на русскую историю. — СПб. : Русская коллекция, 2020. — 1088 с. — 300 экз. — ISBN 978-5-00067-019-4;